# 敦罗卜旺布
敦罗卜旺布（？—1741年），卡尔梅克汗国第六任大汗，阿玉奇的孙子。
1724年，祖父阿玉奇死后，阿玉奇汗的次子策凌敦多布继位。敦罗卜旺布不服，得到祖母、阿玉奇汗遗孀达尔玛巴拉的支持。策凌敦多布得到了俄罗斯帝国的支持，但懦弱无能。汗国内部混乱，敦罗卜旺布于1731年击溃汗廷军队，1735年宣布自己为汗。在位期间大肆镇压反对派，1741年，临死时，想传位给爱妃贾恩所生之子兰杜勒。但贾恩信仰伊斯兰教，汗国贵族不服，敦罗布剌什在俄罗斯帝国的支持下，成为新的大汗。